# Galatée (Néréide)
Pour les articles homonymes, voir Galatée.
Dans la mythologie grecque, Galatée  (en grec ancien Γαλάτεια / Galáteia) est une des Néréides (nymphe marine), fille de Nérée et de Doris. Elle habite un rivage de la Sicile. Galatée est citée par Apollodore, Hésiode, Homère et Hygin dans leurs listes de Néréides. 
Galatée est surtout connue pour les différentes versions du mythe la liant au cyclope Polyphème, amoureux d'elle.

## Étymologie
Le nom de Galatée signifie « à la peau blanche comme du lait » (dérivé du grec ancien γάλα / gála, signifiant « lait »).

## Famille
Ses parents sont le dieu marin primitif Nérée, surnommé le vieillard de la mer, et l'océanide Doris. Elle est l'une de leur multiples filles, les Néréides, généralement au nombre de cinquante, et a un unique frère, Néritès. Pontos (le Flot) et Gaïa (la Terre) sont ses grands-parents paternels, Océan et Téthys ses grands-parents maternels.

## Mythologie

### Listes de Néréides
Galatée est mentionnée comme l'une des 32 Néréides qui se rassemblent sur la côte de Troie, remontant des profondeurs de la mer pour pleurer avec Thétis la mort future de son fils Achille dans l'Illiade d'Homère.
Elle est également référencée dans les trois autres listes ou inventaires antiques, que ce soit par Hésiode dans sa Théogonie (vers 240 à 264), par Apollodore dans sa Bibliothèque (livre I, chapitre 2, paragraphe 7) ou par Hygin dans la préface de ses Fables. Elle est une des douze Néréides à apparaître sur les quatre listes.

### Galatée et Polyphème

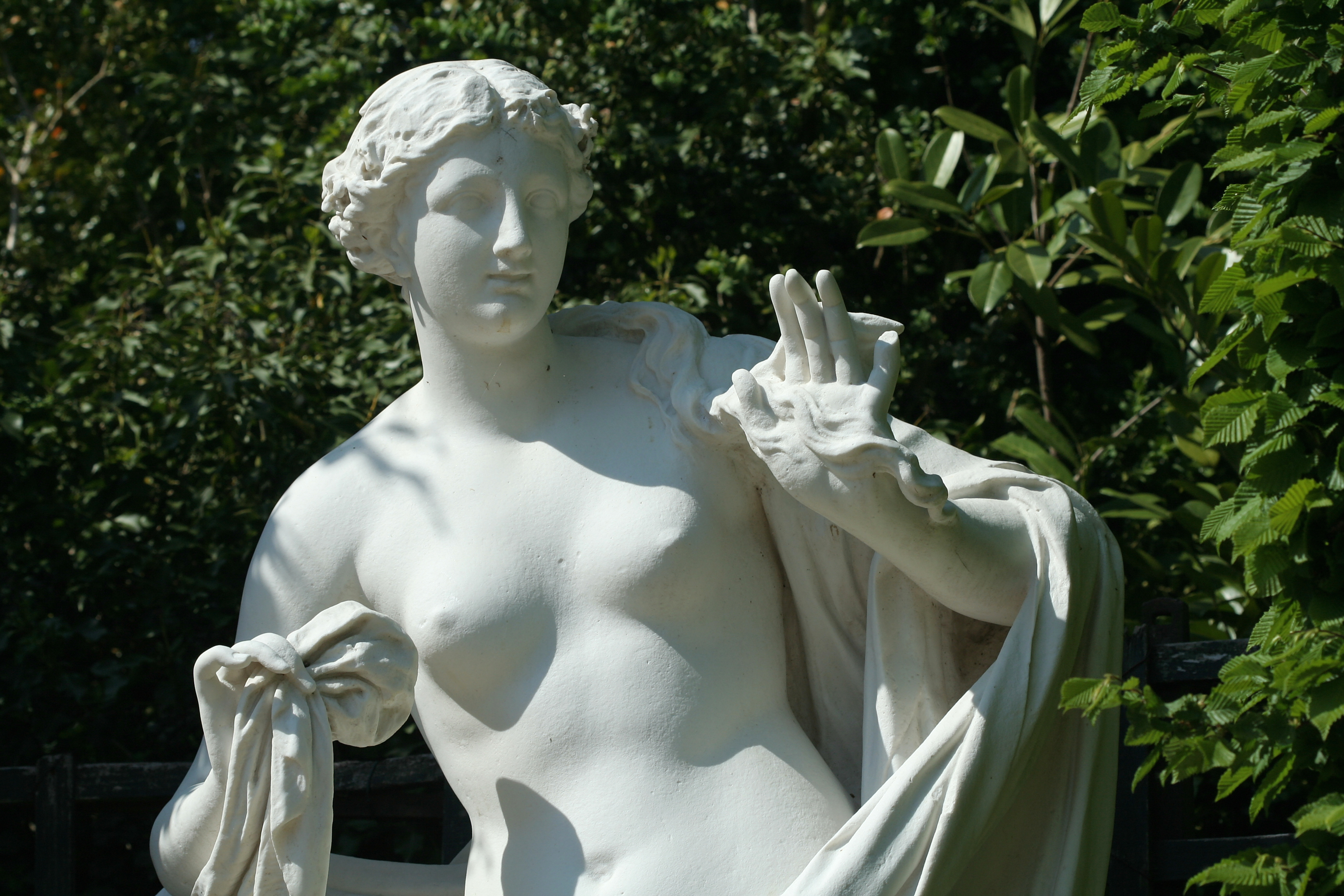
Galatée surprise, entendant la flûte d'Acis, Jean-Baptiste Tuby (bosquet des Dômes, jardins de Versailles).

Théocrite, dans sa onzième Idylle, associe Polyphème et Galatée. Dans cette pièce brève, le cyclope n'est plus le géant anthropophage de l’Odyssée. Le poète présente Polyphème en amoureux transi qui exhale son amour pour Galatée. Le cyclope n'exclut pourtant pas de trouver consolation auprès d'autres nymphes qui ne le dédaigneront pas.
Dans ses Métamorphoses, Ovide développe la légende d'Acis et Galatée sur un ton plus dramatique. La nymphe aime le berger Acis et en est aimée. Mais ce dernier est victime de la jalousie du cyclope Polyphème, également amoureux de Galatée mais disqualifié par ses traits monstrueux. Polyphème, ayant surpris les deux amants, arrache un rocher de l'Etna et le précipite sur Acis. Galatée, voyant des filets de sang sourdre sous le rocher, les change en rivière afin de pouvoir s'y baigner tous les jours. Cette version sera reprise par de nombreux poètes, comme un des exemples de l'amour non partagé conduisant à la folie destructrice.
Une autre version de la légende, où Polyphème séduit finalement Galatée par son talent à jouer de la syrinx, aura moins de succès.[réf. nécessaire]

### Déluge
Galatée apparait dans les Dionysiaques de Nonnos lors de l'épisode du Déluge. Alors que Jupiter (Zeus) a inondé la terre, les créatures et divinités marines elles-mêmes emportées par les flots, elle est aperçue et prise à partie par Pan qui lui demande si elle a vu la nymphe Écho, qu'il aime, et lui propose son aide pour échapper aux flots. Elle lui conseille de chercher plutôt la nymphe pour aider celle-ci :

« [Pendant le Grand Déluge], la mer monta jusqu'à ce que les Néréides deviennent des Oréades sur les collines dominant les bois. (...) Le roi de la mer, Neptune, à l'aspect de la terre entière secouée par une main plus puissante, jette loin de lui son arme, et ne sait plus, dans sa colère, quel sol il ébranlera de son trident. Les Néréides, en bataillons, rasent en nageant les flots tumultueux. (...)
En ce moment, apercevant Galatée à la nage, assaillie par les eaux sous une roche voisine, Pan, tout humide lui-même, lui adressa ces paroles :
« Où allez-vous, Galatée? Prenez-vous la montagne pour la mer? y cherchez-vous donc la douce chanson du Cyclope? Ah! je vous en conjure, par Vénus et par votre Polyphème, dites-moi, vous qui connaissez le chagrin d'amour, dites si vous avez vu nager parmi ces rochers mon Écho des montagnes? Aurait-elle, comme vous, pris sa course à travers les ondes? ou bien, comme Thétis, navigue-t-elle aussi sans voile sur le dos de l'un des dauphins de la reine des mers? Je tremble que l'effort des vagues ne la fatigue. Je tremble que les grands courants ne viennent à l'engloutir. Si l'infortunée porte encore dans les flots de l'Océan la même inconstance que dans nos collines : elle était l'écho des rochers, on la prendra pour l'écho des ondes. Mais vous, Galatée, laissez là votre lourd Polyphème; si vous y consentez, je vous sauverai moi-même en vous portant sur mes épaules. Le flot a beau gronder, il ne me submergera pas ; et, si je le veux, mes pieds de bouc me porteront jusqu'au sein des astres.»
Il dit, et Galatée lui répond ainsi : « Portez, ami Pan, portez vos secours à votre Écho qui ne connaît pas la mer; et ne perdez pas votre temps à me demander ce qui m'amène ici aujourd'hui, ou si j'oublie la chanson du Cyclope, quelque douce qu'elle soit. Les pluies de Jupiter m'ont ouvert une plus large carrière ; je ne cherche plus la mer Sicilienne ; et ce déluge me cause tant d'effroi, que je ne pense pas même à Polyphème. » »

### Naumachie contre Dionysos
D'après Nonnos, dans l'oeuvre duquel Amphitrite n'apparait pas comme l'épouse de Poséidon, Galatée fait partie des divinités marines à combattre aux coté de Neptune (Poséidon) lors de la naumachie durant laquelle il confronte Bacchus (Dionysos) pour l'obtention de la belle Béroé, fille d'Aphrodite, dont les deux dieux se disputaient la main : 

« L’antique Nérée s’arma d’une lance aquatique et mena son régiment de filles [les Néréides] dans la lutte euienne… Les tribus des Néréides sonnèrent pour leur père le cri de triomphe : déchaussées, à moitié cachées dans l’eau salée, la compagnie se précipita, furieuse, au combat sur la mer. (...) [La Néréide] Galatée, elle aussi, la nymphe de la mer, levant la massue de son Polyphème amoureux, attaqua une Bacchante sauvage. (...) Les Néréides menaient leurs poissons comme des chevaux rapides vers le but aquatique de leur combat. »

Plus loin dans le texte, Jupiter (Zeus) ayant accordé à Neptune la main de Béroé, elle joue un rôle lors de la célébration des noces :

« Galatée se balance incessamment sur ses pieds mobiles, et danse la ronde du mariage ; puis elle entonne l'hymne nuptial, car elle a appris de la flûte pastorale de Polyphème l'art des chants mélodieux. »

### Autres
Galatée  apparait également dans la poésie de Stace : 

« Les eaux en croissant d'une baie tranquille percent la ligne courbe des falaises de chaque côté. L'endroit est un don de la nature : une seule plage s'étend entre la mer et la colline, se terminant vers la terre par des rochers en surplomb… C'est ici que le chœur agile [les Néréides] de Phorcus voudrait se baigner, ainsi que Cymodocée aux tresses ruisselantes et Galatée couleur vert d'eau. »

## Représentations

### Peinture
- Raphaël, Le Triomphe de Galatée peinture sur toile (1511).
- Nicolas Poussin, Acis et Galatée, peinture sur toile (vers 1628), National Gallery of Ireland, Dublin.
- Jean-François Perrier, Acis et Galatée se dérobant au regard de Polyphème, peinture sur toile (vers 1645-1650).
- Claude Lorrain, Acis et Galatée, peinture sur toile (1657), Gemäldegalerie Alte Meister, Dresde.
- Luca Giordano, Galatée et Polyphème, Huile sur toile (1674-75).
- Luca Giordano, Acis et Galatée, Huile sur toile (1685), Fondation Bemberg, Toulouse.
- Charles de La Fosse, Acis et Galatée, peinture sur toile (vers 1690), interprétée en gravure par Edme Jeaurat.
- Nicolas Bertin, Acis et Galatée, huile sur toile, Musée des Beaux-Arts de Carcassonne.
- Paolo De Matteis, Polyphème et Galatée, Museo de Arte de Bahía, Salvador.
- Sebastiano Ricci, Le Triomphe de Galatée, 1713-1715, Royal Academy of Arts, Londres[10].
- Jean-Baptiste van Loo, Le Triomphe de Galatée, 1720, Saint-Pétersbourg, Musée de l'Ermitage.
- Pompeo Batoni, Acis et Galatée, huile sur toile (1761),Nationalmuseum, Stockholm.
- Alexandre Charles Guillemot, The Loves of Acis and Galatea, huile sur toile, (1827).
- Antoine-Jean Gros, Acis et Galatée, peinture sur toile (1833).
- Édouard Zier, Acis et Galathée se cachant de Polyphème, huile sur toile (1877).
- Gustave Moreau, Galatée, huile sur panneau de bois (1880), Musée d'Orsay, Paris.
- Maurice Denis, Galatée ou la poursuite, peinture sur toile (1908).
- Ker-Xavier Roussel, Polyphème, Acis et Galatée (1910).
- Odilon Redon, Le Cyclope, huile sur toile (1914).

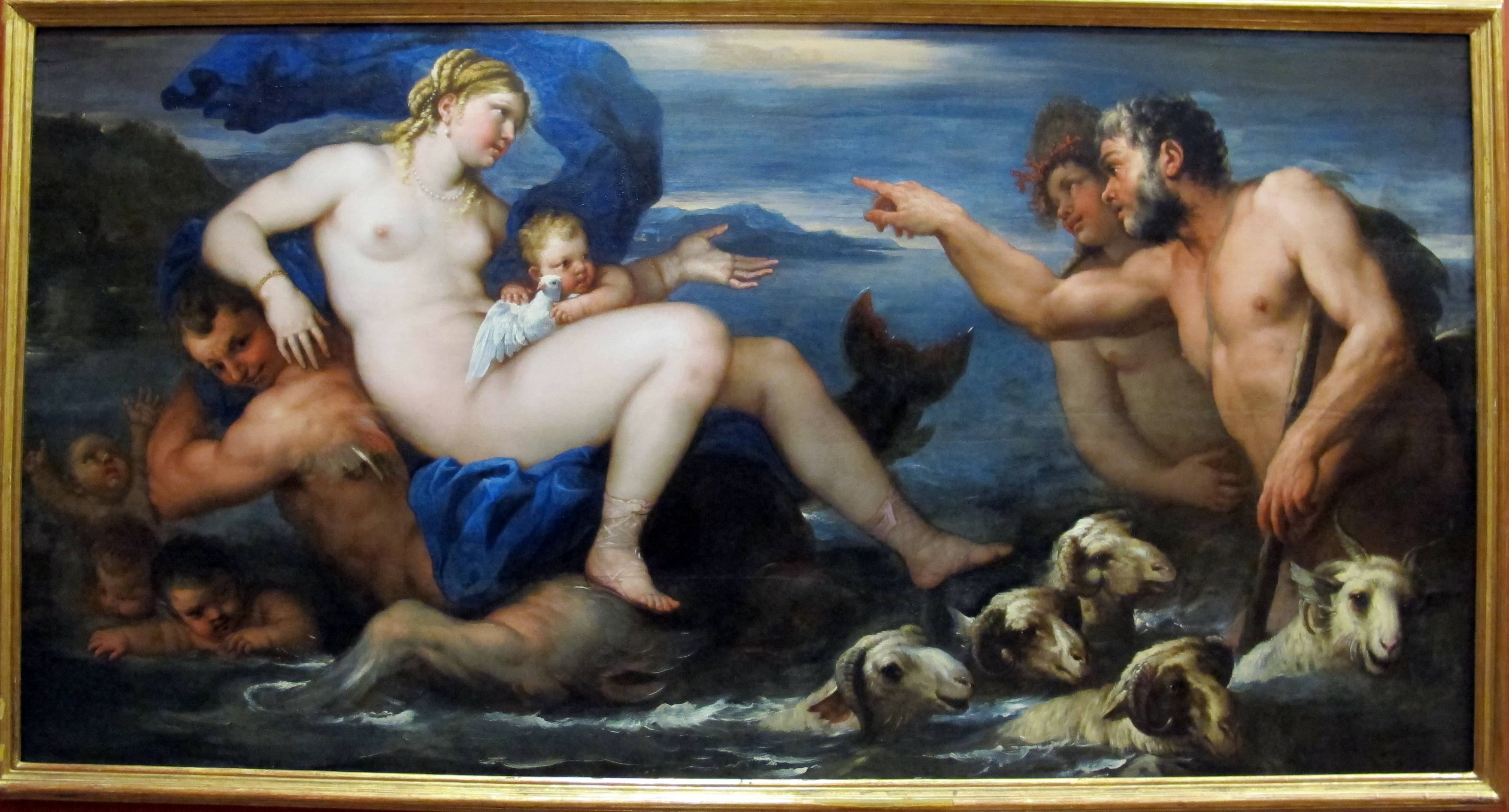
Galatée et Polyphème par Luca Giordano.
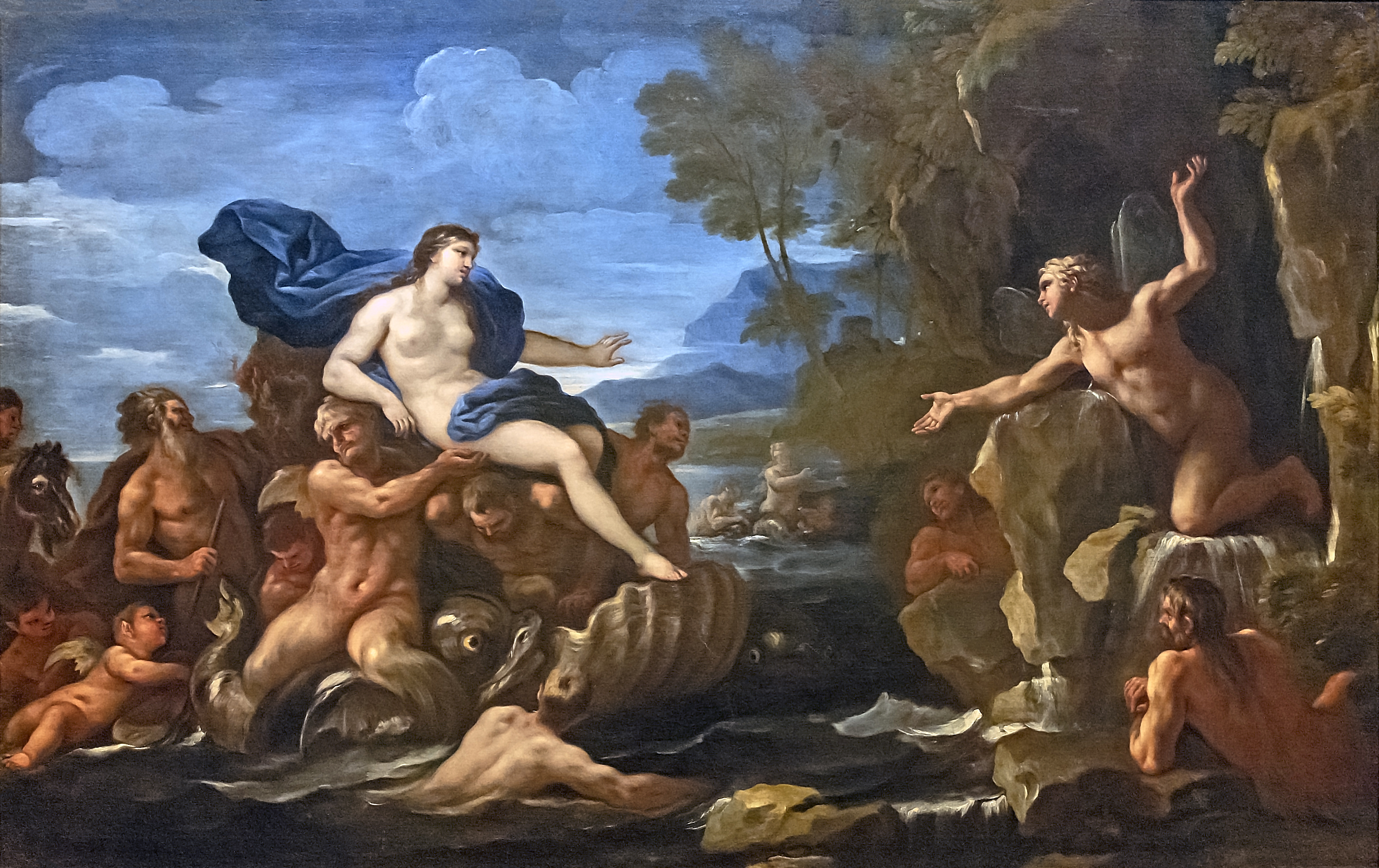
Acis et Galatée par Luca Giordano.
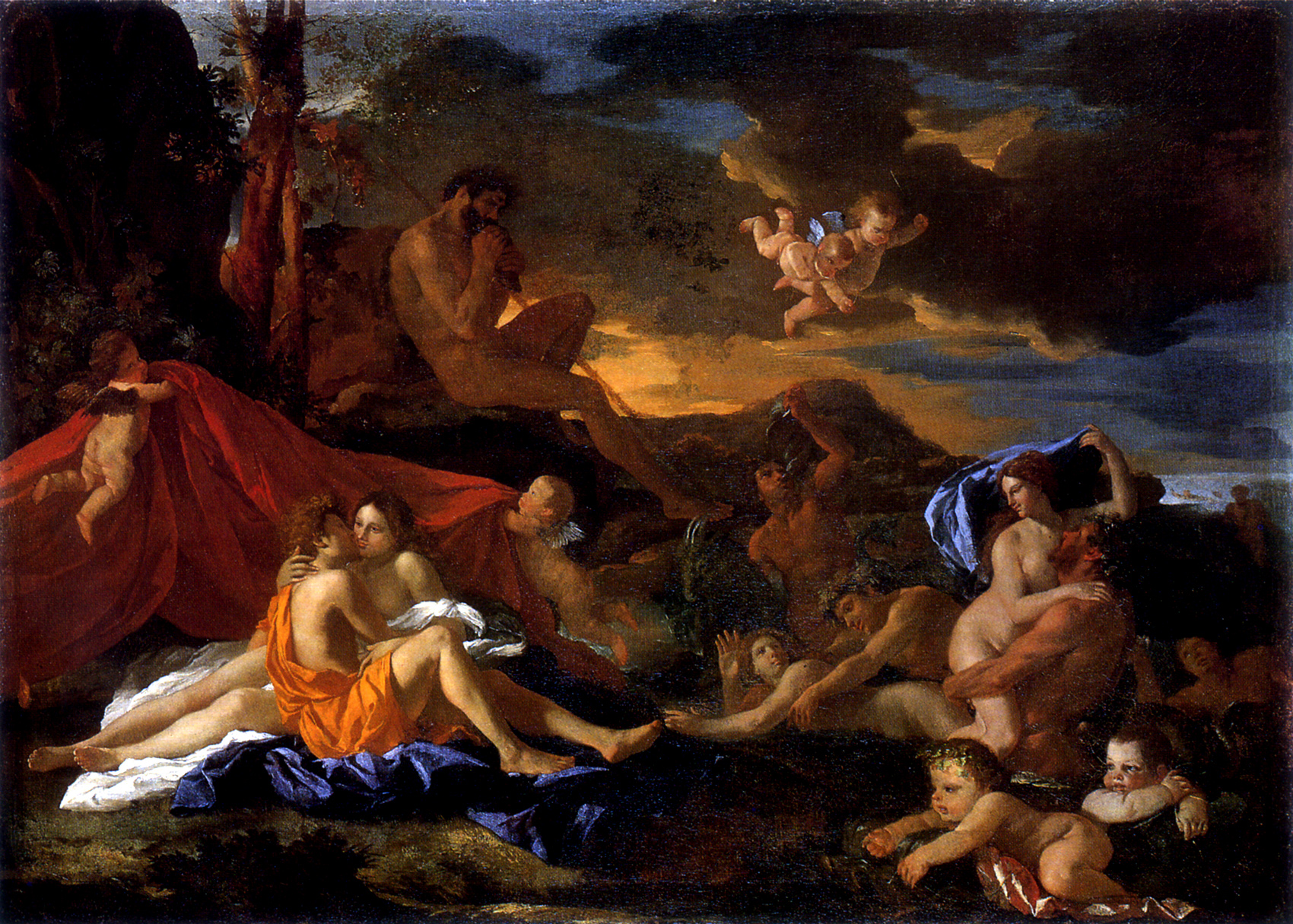
Acis et Galatée, par Poussin (ca. 1627).
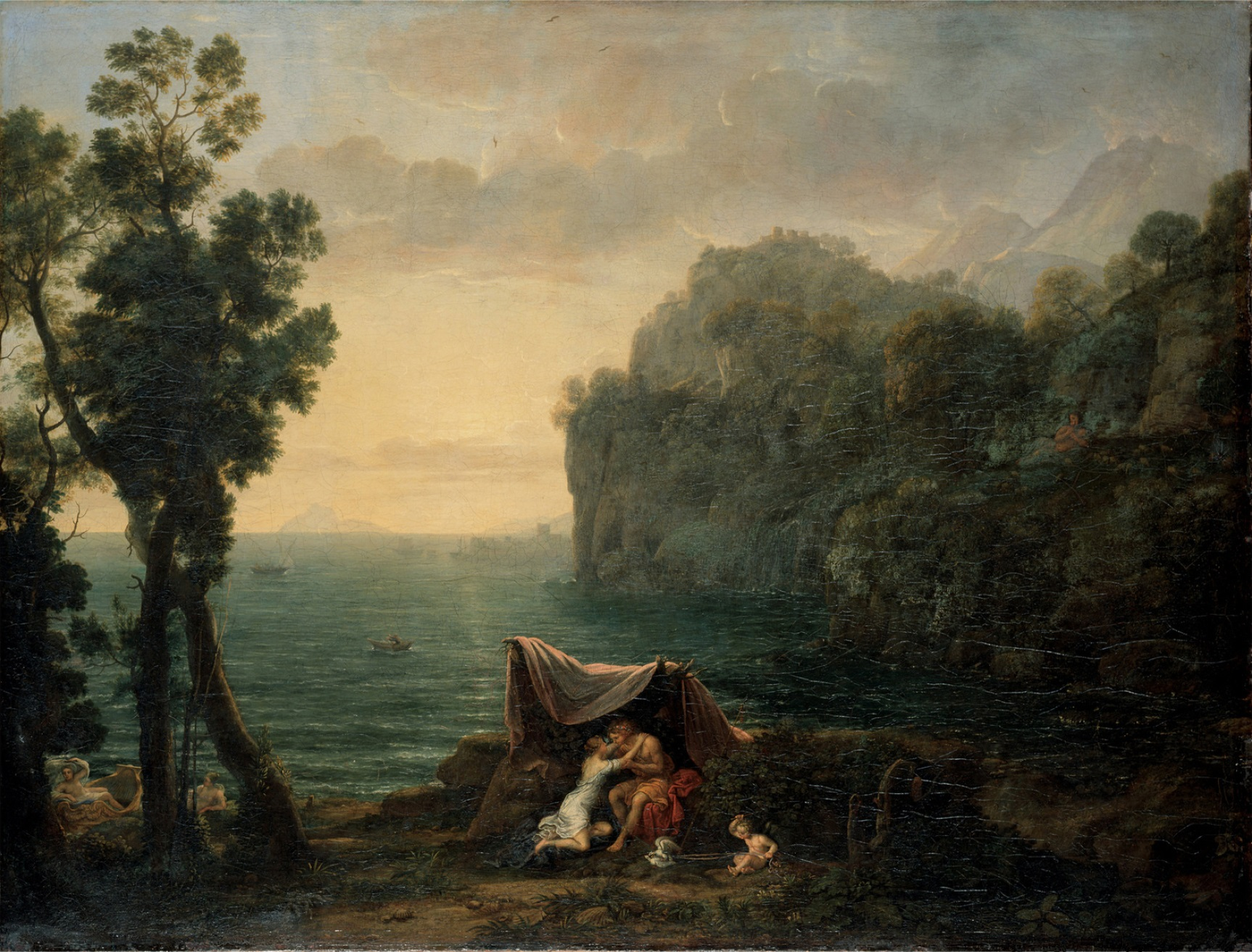
Acis et Galatée, par Le Lorrain (1657).
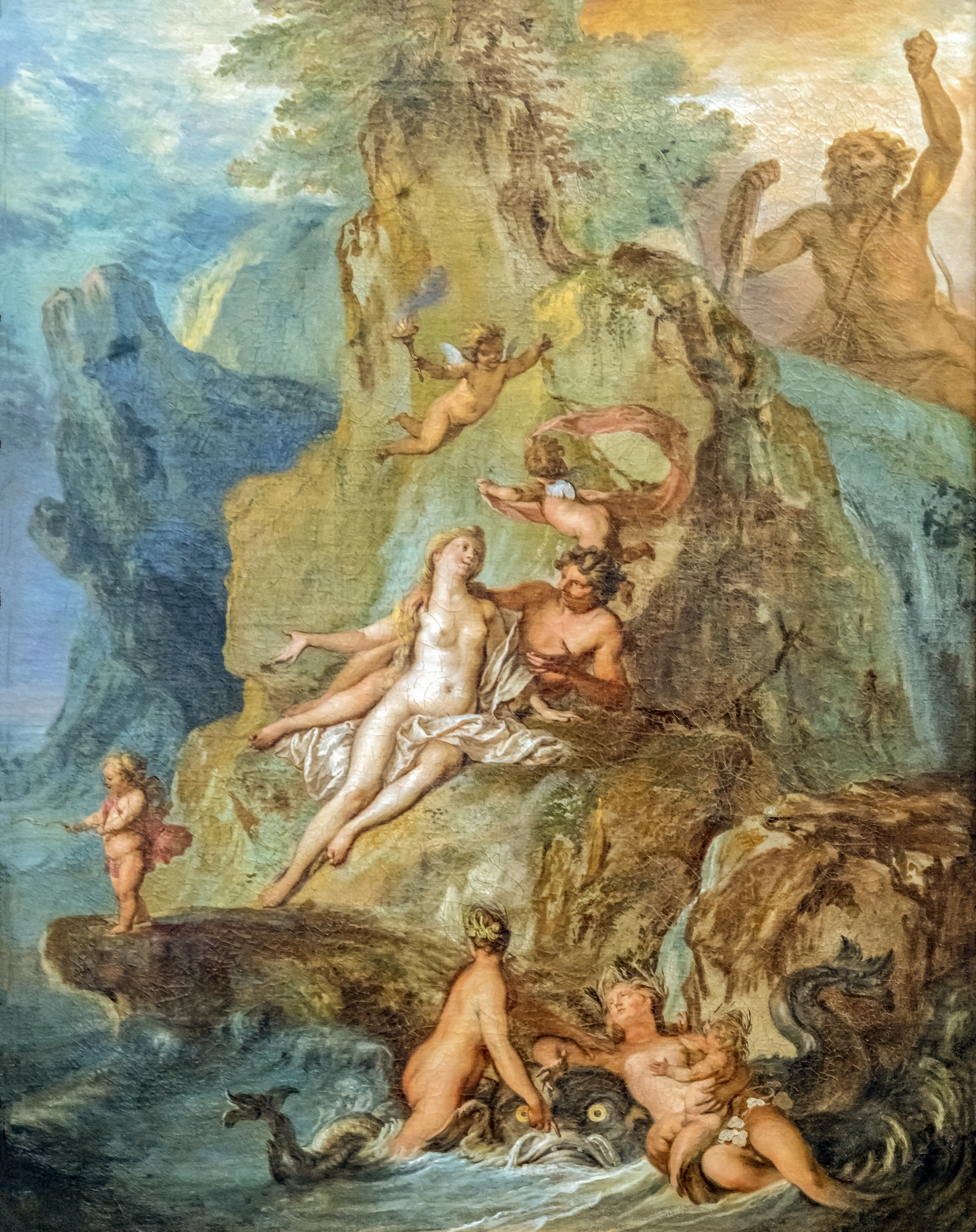
Acis et Galatée par Nicolas Bertin.
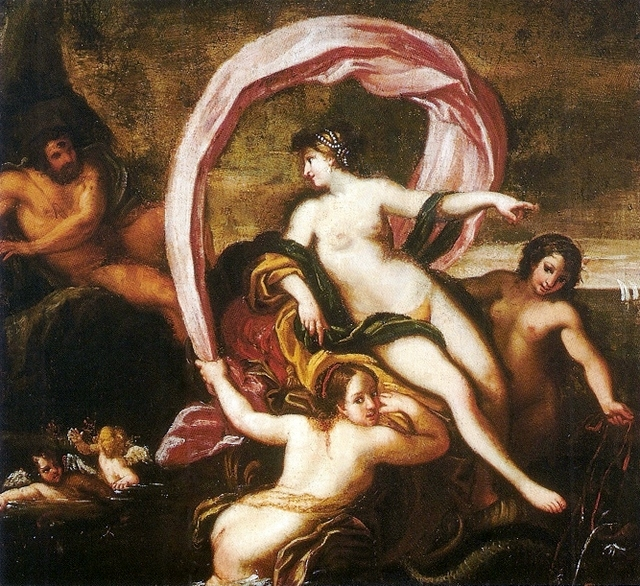
Polyphème et Galatée par Paolo De Matteis.
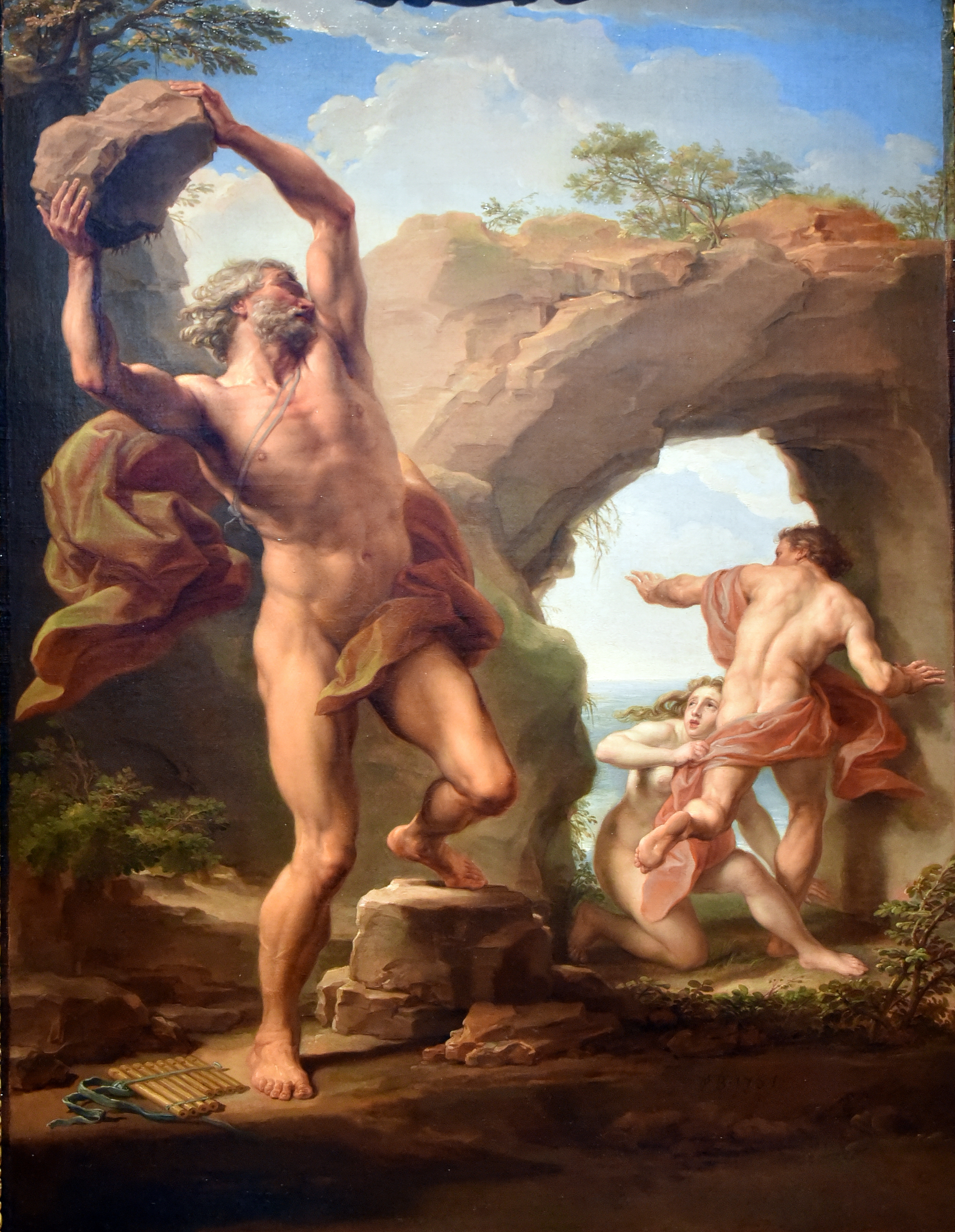
Acis et Galatée par Pompeo Batoni.
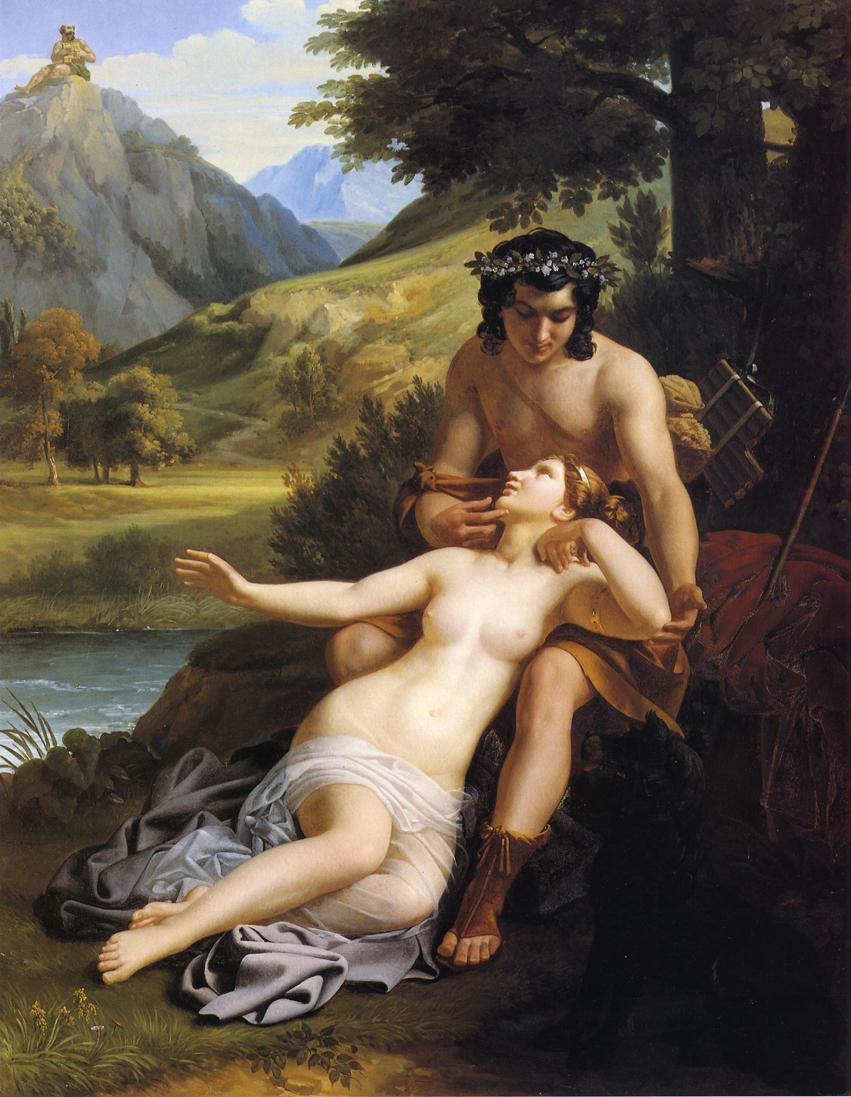
Les Amours d'Acis et de Galatée par Alexandre Charles Guillemot (1827).
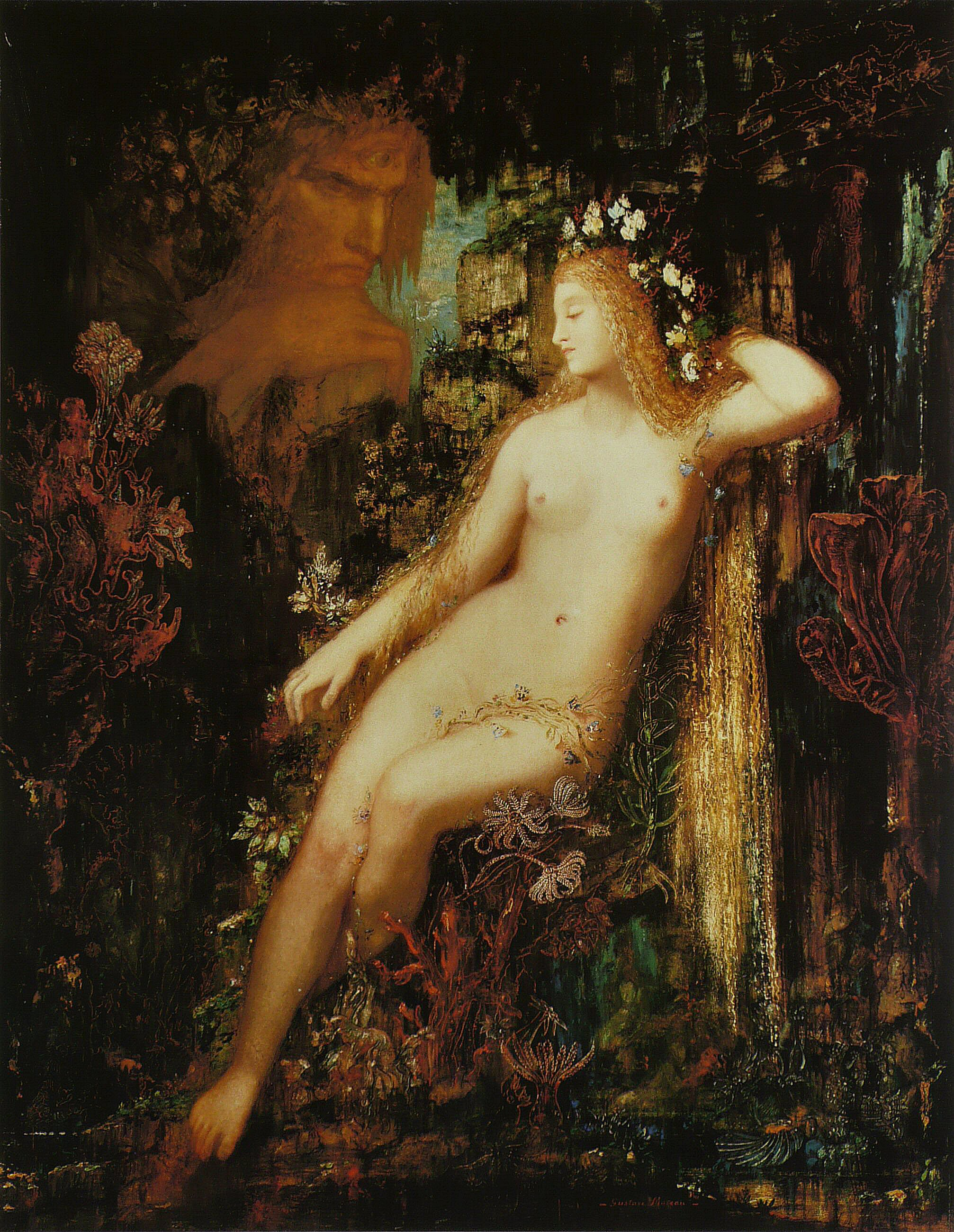
Galatée par Gustave Moreau (1880).
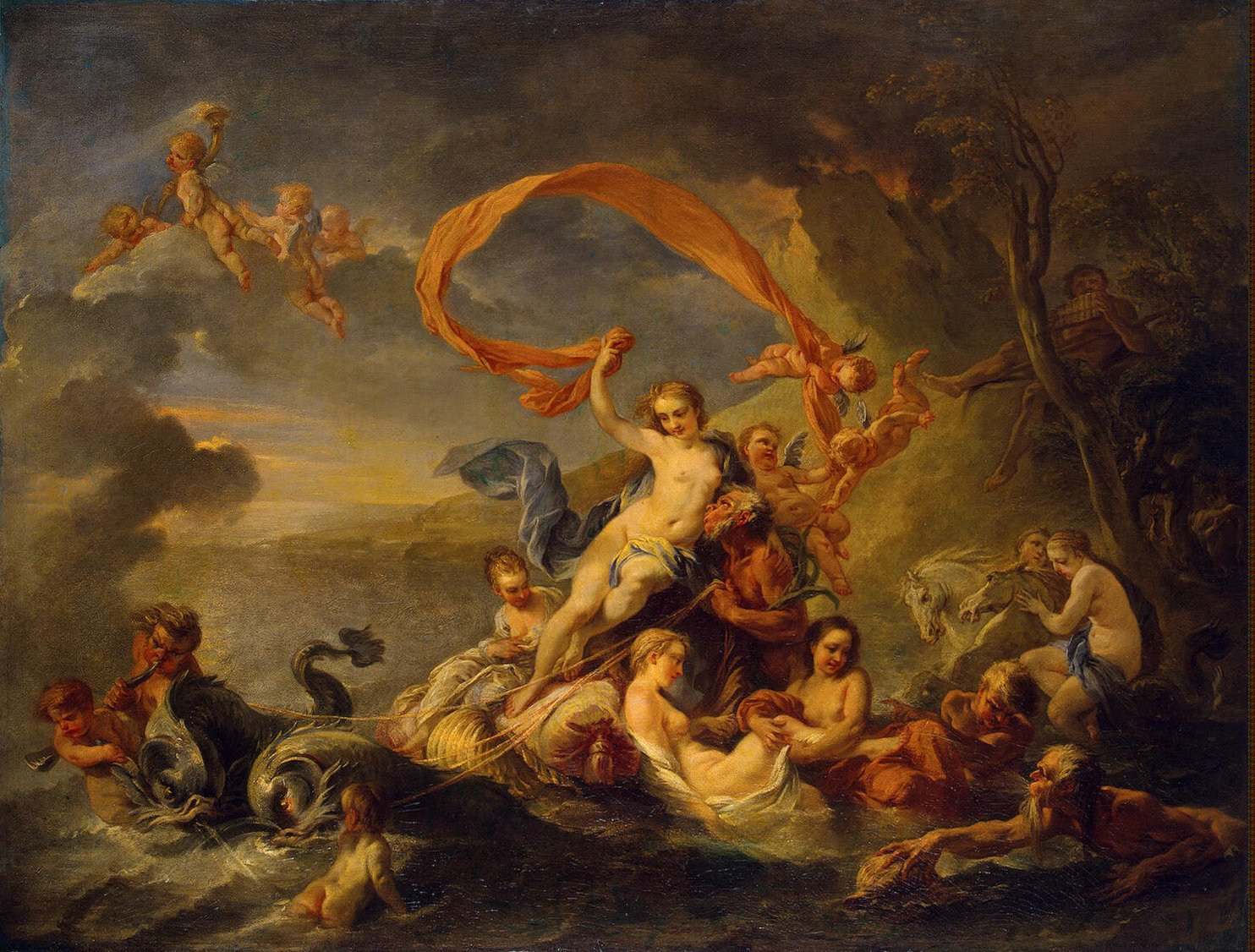
Le Triomphe de Galatée (1720), Saint-Pétersbourg, Musée de l'Ermitage.

### Sculpture
- Jean-Baptiste Tuby, Galatée surprise, entendant la flûte d'Acis, marbre, 1667-75, bosquet des Dômes, jardins de Versailles.
- Rosario Anastasio, Acis et Galatée, 1846, Villa Comunale, Acireale.
- Auguste Ottin, Polyphème surprenant Galatée dans les bras d'Acis, sculpture bronze, marbre blanc et pierre (1856-1859), Fontaine Médicis à Paris.
- Mathurin Moreau, Neptune, Amphitrite, Acis et Galatée, bronze, 1868, Fontaine Brewer à Boston.

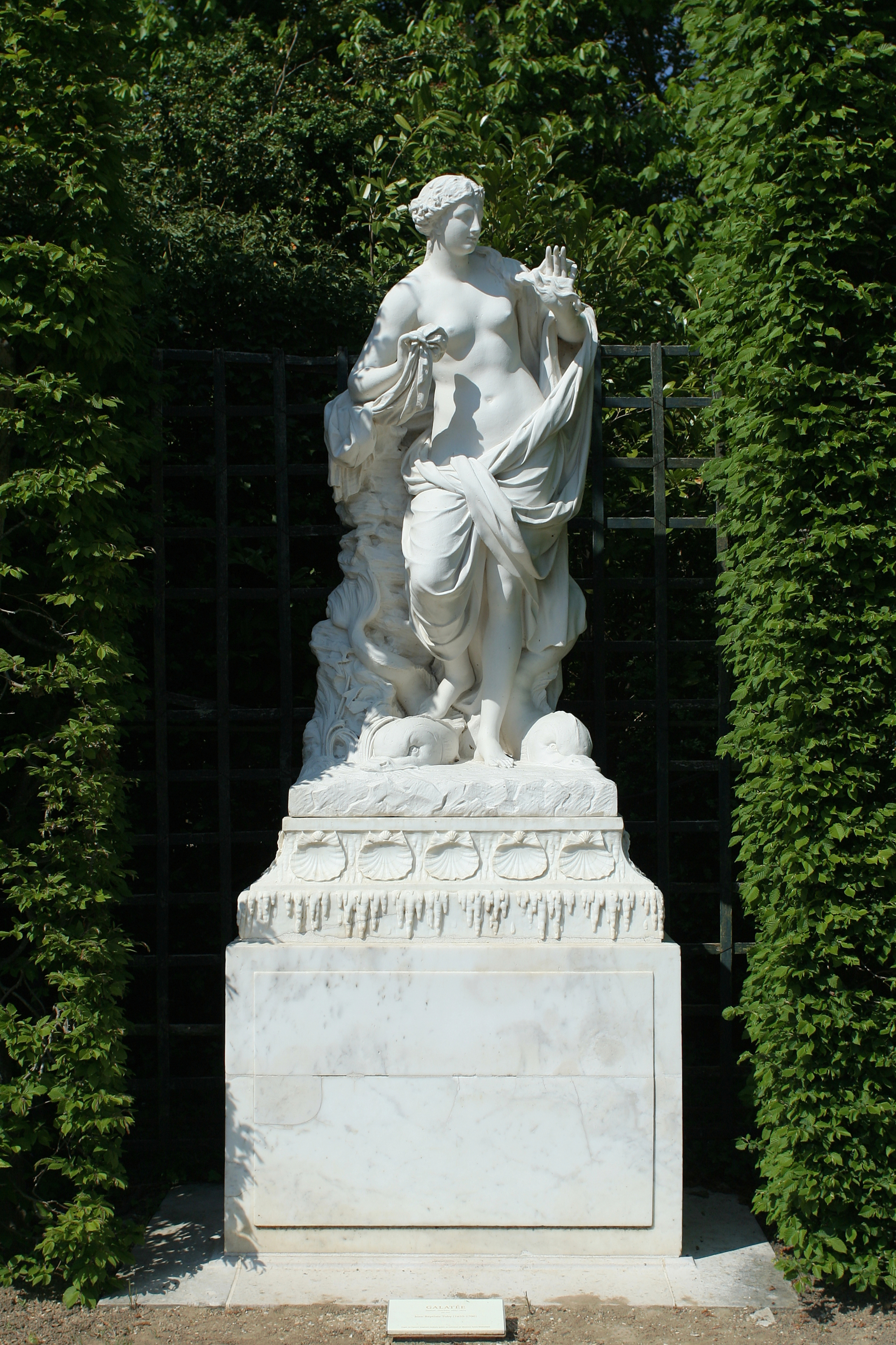
Galatée surprise, entendant la flûte d'Acis, par Jean-Baptiste Tuby (1667-75).
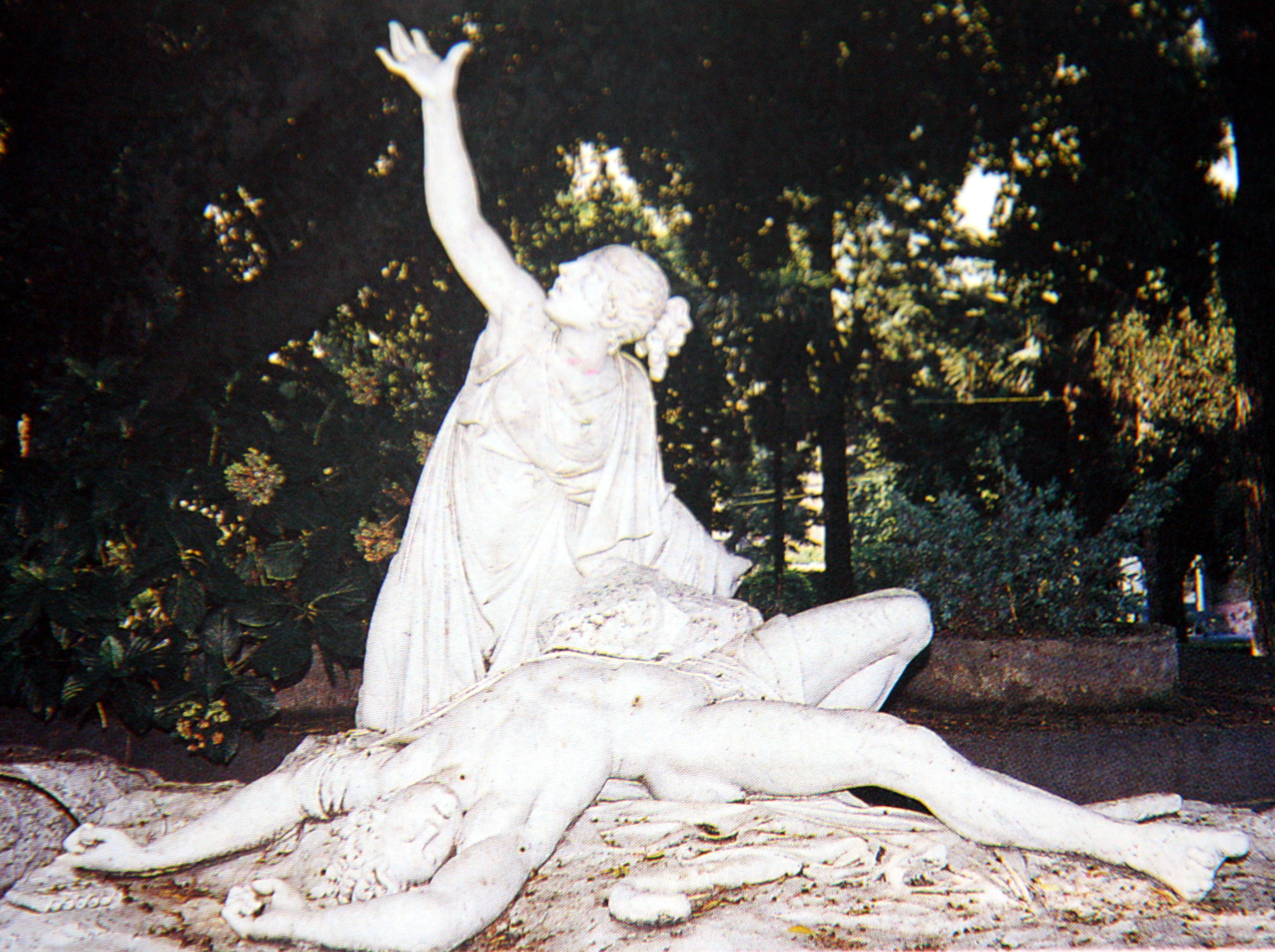
Acis et Galatée par Rosario Anastasio (1846).
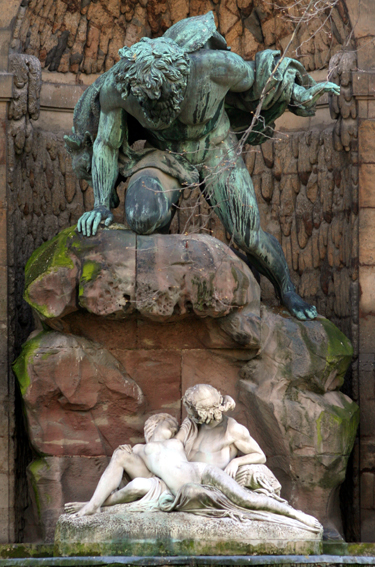
Polyphème surprenant Acis et Galatée, par Ottin (1856-59).

### Littérature
- Miguel de Cervantès, Galatée, œuvre appartenant au genre pastoral (1584).
- Luis de Góngora, Fable de Polyphème et Galatée (1612).
- Tristan L'Hermite, dans son recueil de poèmes La Lyre (1641).
- Jean de La Fontaine, Galatée (1682).
- Jean-Pierre Claris de Florian, Galatée, conte en vers (1783).
- Albert Samain, Aux flancs du vase, suivi de Polyphème et de Poèmes inachevés (1902).
- Suzanne Jacob, La passion de Galatée, Éditions du Seuil, (1987).
- Madeline Miller, Galatée, nouvelle (2013).

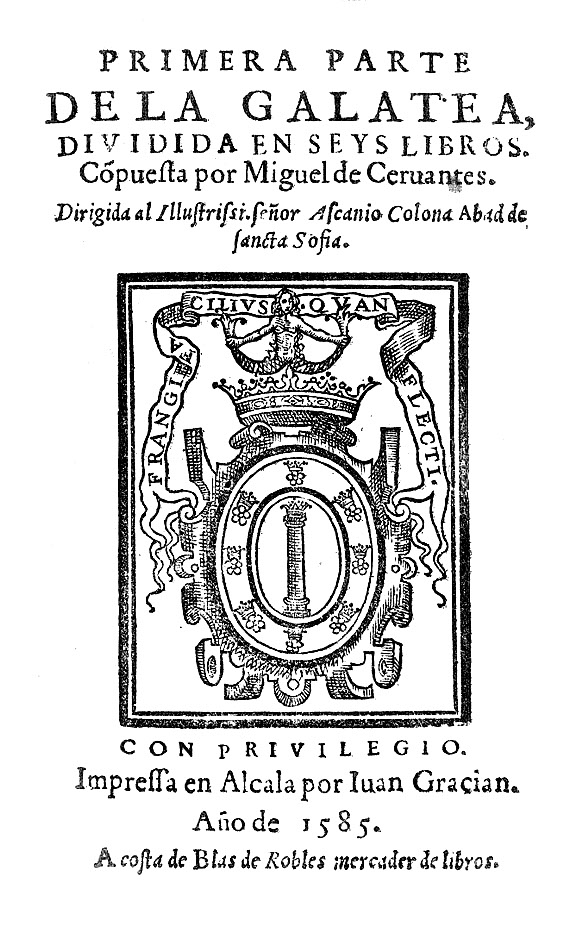
Page de titre de Galatée, de Cervantès.
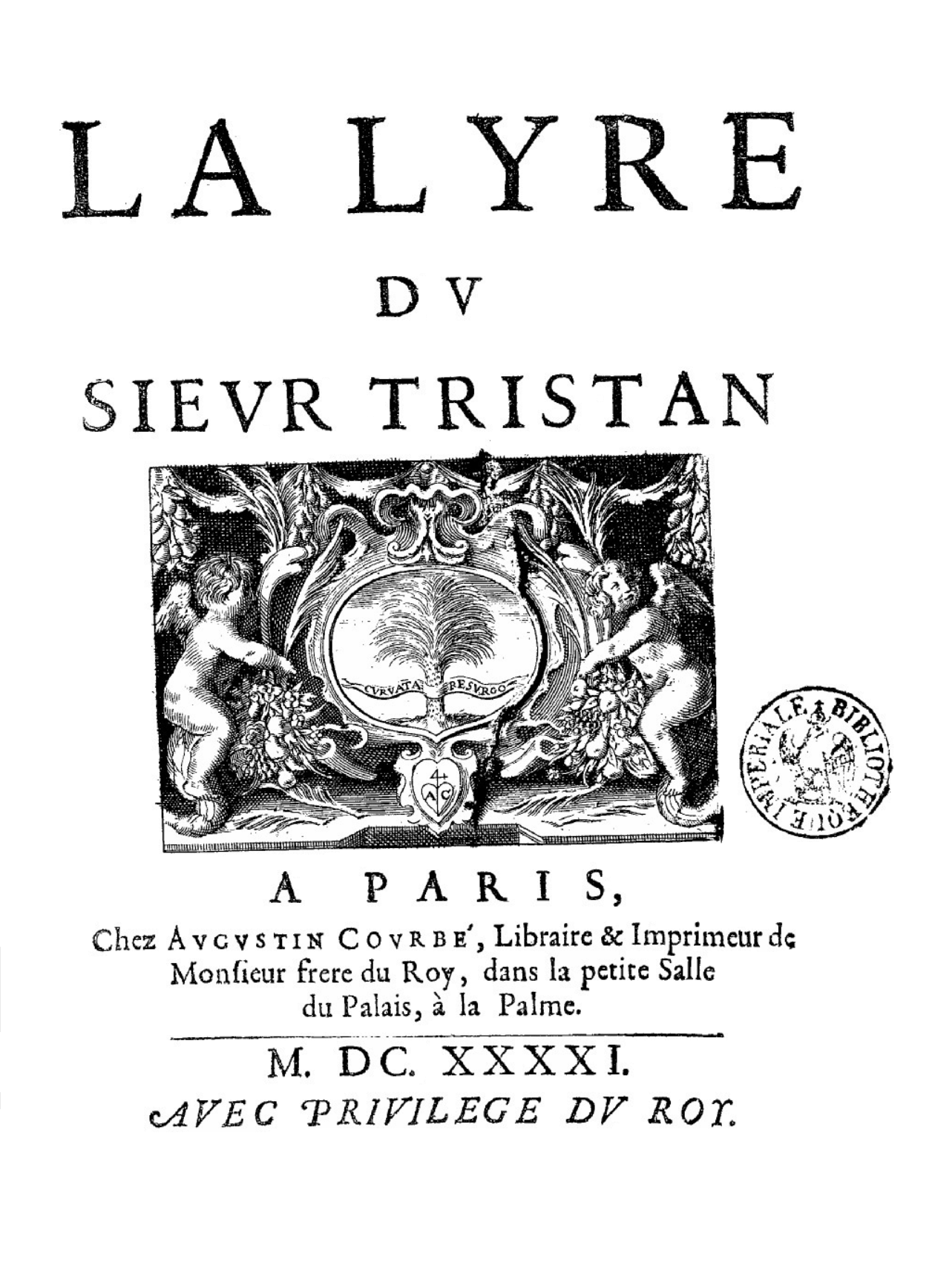
Page de titre de La Lyre, par Tristan L'Hermite.

### Musique
- Jean-Baptiste Lully : Acis et Galatée, pastorale héroïque en trois actes (1686).
- Marc-Antoine Charpentier : Les Amours d'Acis et de Galatée H.499, opéra en 3 actes, livret de Jean de La Fontaine. (Incomplet, 2 actes,1682).
- Antonio de Literes, Acis y Galatea, zarzuela (1708).
- Georg Friedrich Haendel : Aci, Galatea e Polifemo, sérénade sur un texte italien (deux versions, 1708/1718) et Acis and Galatea, masque sur un texte anglais (1732).
- Claude Delvincourt, Acis et Galatée, cantate pour le Prix de Rome (1910).
- Paul Paray, Acis et Galatée, cantate pour le Prix de Rome (1910).
- Nekfeu : Galatée, chanson de rap apparaissant sur l’album Cyborg (2016).
- Pentagon : Galatée est évoquée dans la chanson Feelin' like (2022).
- Galatée, chanson de Vacra[Qui ?] (2023)[réf. nécessaire].

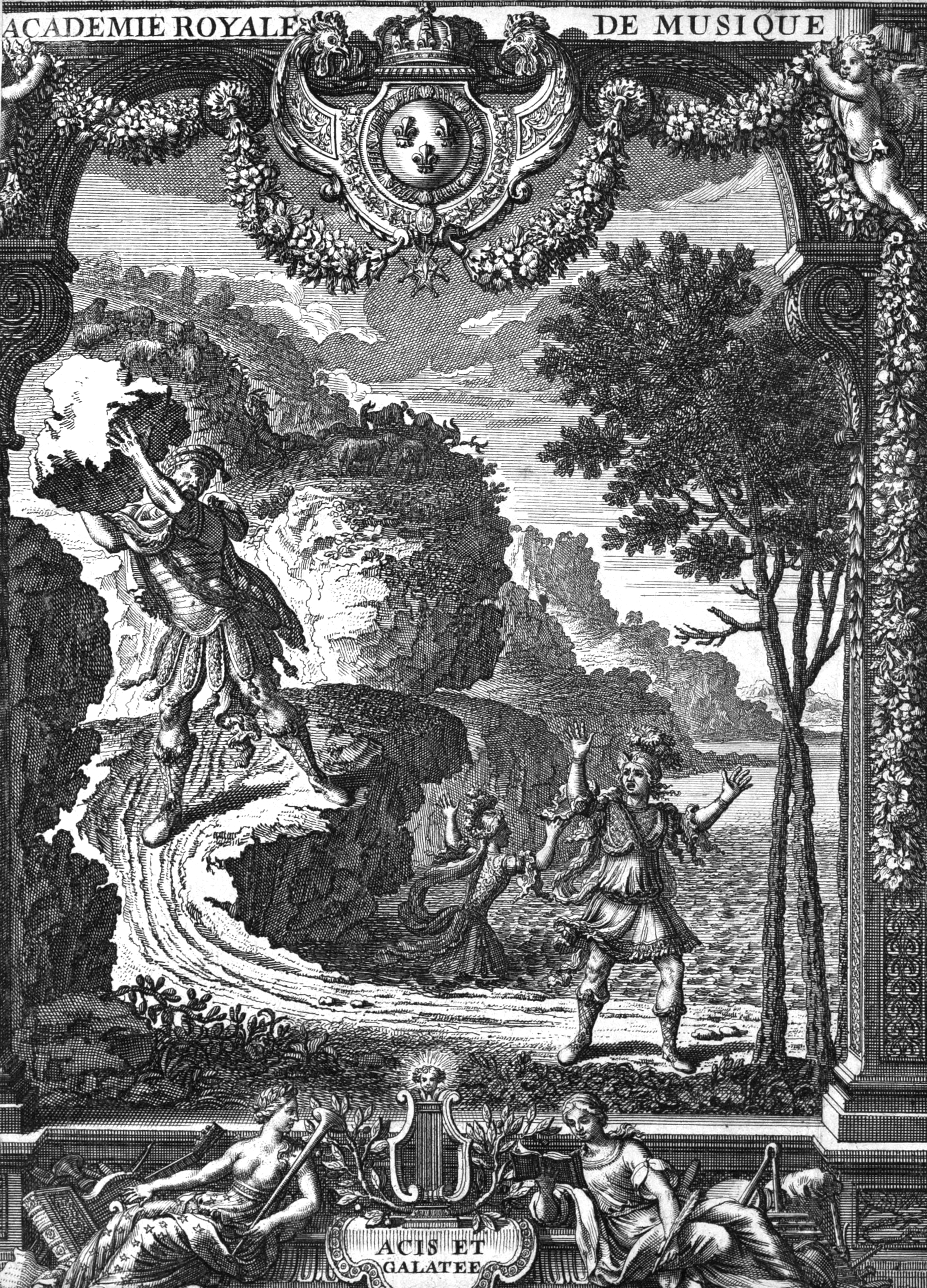
Frontispice du livret de Acis et Galatée de Lully.

### Cinéma
- Polyphème, Acis et Galatée (ru) (1995) dessin animé russe d'Anatoli Petrov (ru) produit par Soyouzmultfilm Studio[11].

### Culture populaire
- Galatée est un personnage féminin de la série de bandes dessinées Les légendaires parues aux éditions Delcourt.
- Galatée est un personnage jouable de la classe des Néréides dans le jeu vidéo de rôle Romancing SaGa 2 sorti en 1993 sur la Super Nintendo. C'est la huitième Néréide accessible dans le jeu.
- Galatée apparait dans le JCC (jeu de cartes à collectionner) pour iOs/Android Reign of Dragons[réf. nécessaire].
- Un restaurant à Trouville-sur-Mer se nomme  Le Galatée.

## Science
Son nom a été utilisé par les scientifiques à plusieurs reprises :
- Galatée est la sixième lune de Neptune ;
- le genre de crustacés Galathea doit son nom à Galatée.